# 蟹々々エミ
蟹々々 エミ（かにがにがに えみ、1983年（昭和58年）11月5日 - ）は、日本の女性お笑いタレント。旧芸名、堀川 絵美（ほりかわ えみ）。
大阪府豊中市出身。吉本興業東京本部所属。大阪NSC33期生出身。

## 略歴
両親とも警察官という厳格な家庭で育つ。大阪府立少路高等学校（現・大阪府立千里青雲高等学校）→ 梅花女子大学短期大学部卒業。短大卒業後、日本交通に入社、観光バスのバスガイドとなる。バスガイド時代、車内は笑いが絶えなかったと言う仕事ぶりだったということで、「面白いから吉本へ行けば」と乗客に言われたことがあって、だんだんその気になってしまったという。
その思いが高じて2009年、26歳の時に一念発起してNSC入学を決意。両親などの許しを得て（後述）、バスガイドを退職し、2010年にNSC大阪校に33期生として入学。NSC時代はAクラスで優秀な成績だった。
2011年、第11回新人お笑い尼崎大賞で優秀賞受賞。2019年、第6回NHK新人お笑い大賞で本選出場。女芸人No.1決定戦 THE Wでは2017年（第1回）と2018年（第2回）はピンで、2019年（第3回）は彩羽真矢とのコンビ「すみれ塚歌劇団」で3年連続準決勝まで進出。
小学生の時に宝塚歌劇を観て以来ミュージカルに憧れており、芝居にも力を入れている。令和喜多みな実野村率いる『劇団コケコッコー』にも所属。2016年に東宝のミュージカル『レ・ミゼラブル』のオーディションをダメで元々な気持ちで受けたところ、イギリスにいるプロデューサーによる審査まで残り、合格まであと一歩というところまで行った。これに落選した後もボイストレーニングなどに通って鍛え直し、2018年には宅間孝行作・演出でTAKUMA FESTIVAL JAPANが手掛ける公演『笑う巨塔』のオーディションに合格し、出演者に選ばれた。『レ・ミゼラブル』のオーディションはその後も受け続けている。また、単独ライブでは自作のミュージカルを演じるなどしている。
2024年より吉本興業大阪本社から東京本社へ移籍。同年4月29日より、現芸名となった。

## 人物・エピソード
- 趣味は舞台観劇、競馬、美食探訪[6]。
- 特技は観光案内、歌唱[6]。
- 短大時代、授業をさぼって遊んでいたりしていたために単位が足りなくなり、留年決定と言われていたことで就職活動をしていなかったが、大学の先生の好意で課題を与えられ、卒業直前の3月上旬ころに課題をクリア、卒業出来ることになった。しかし就職が危ないと思って求人情報を見たところ、バスガイドに目が留まり「おもろいんちゃうかな」と思ってバスガイドへの就職を決めたという[3]。
- 両親共に警察官で、冗談も言わないという固い家だったという[3]。NSC入学を決意した時、自らの放蕩的な性格で貯金が無く、入学金に困っていたので[3]、猛反対されるのを覚悟でその両親に相談したところ、両親そろって芸人になった方がいいと言われ「ずっとそう思っていたんだよ」と言われたという[2]。また、極めてプライベートな内容を的中されたことがあった沖縄の占い師に2度も芸人になることを勧められたことも芸人になる決め手の一つになったという[3]。
- 霜降り明星のせいやが小学生時代、修学旅行で乗車したバスのガイドが堀川だったことがあった[2]。
- NSC同期生の女優のどんぐりとはよく相談し合う仲だったということで、何かインパクトのある芸名が必要という話になった時に「どんぐりっぽくないですか」とアドバイスしたという[2]。

## 芸風
声量、歌唱力があるのを生かしたネタが特徴で、ネタには「エステのモニター」「幼稚園の先生」など多数。宝塚歌劇、ミュージカルが好きなこともあって、ミュージカルをネタ中に取り入れるなどもしている。

## 出演

### テレビ
- ピーコ&兵動のピーチケパーチケ（関西テレビ）
- 真夜中市場〜ハイヒールの眠れない夜〜（関西テレビ）
- うまンchu（関西テレビ）
- ～アナタの日常に“笑い”をお届け！～デリ芸（関西テレビ）
- 千原ジュニアの座王（関西テレビ）
- 緊急生放送!(秘)個人情報流出!よしもとランキング（関西テレビ）
- 痛快!明石家電視台（MBSテレビ（毎日放送））
- ちちんぷいぷい（MBSテレビ）
- メッセンジャー&なるみの大阪ワイドショー（MBSテレビ）
- オールザッツ漫才（MBSテレビ）- 2011年、2014年
- 今ちゃんの「実は…」（朝日放送テレビ）
- ごきげん!ブランニュ（朝日放送テレビ）
- 天職女神ハイヒール（朝日放送テレビ）
- 八方・今田のよしもと楽屋ニュース（ABCテレビ）- ナレーション
- あさパラ!（読売テレビ）
- ウケタモンガチ（読売テレビ）
- 藤崎マーケットの出てこい!キャラバンバン（読売テレビ）
- マヨブラジオ（読売テレビ）
- 吉本超合金A（テレビ大阪）
- 笑い飯・千鳥の舌舌舌舌（サンテレビ）
- 笑い飯のおもしろテレビ（サンテレビ）
- 本能Z（CBCテレビ）
- 千原ジュニアの居酒屋たこしげ（大阪チャンネル）- ナレーション

### ラジオ
- ザ・プラン9のとびだしNSC!（Yes-FM）
- 豊島・ゴエのあさはやっ!?（MBSラジオ）
- サンデーライブ ゴエでSHOW!（MBSラジオ）
- 茶屋町ヤマヒロ会議（MBSラジオ）
- ますます!ハイヒール（MBSラジオ）
- 上泉雄一のええなぁ!（MBSラジオ）
- 亀井希生のニュースターラジオ（MBSラジオ）
- 笑い飯の月曜お楽しみアワー（MBSラジオ）
- 兵動大樹のラジオ大好き（ABCラジオ）
- 里見まさとのおおきに!サタデー（ラジオ大阪）』
- いくよくるよのどやさマンデー（KBS京都ラジオ）
- よしもとラジオ高校〜らじこー（エフエム大阪）

### 単独ライブ
- 初単独ライブ『見切り発車』（2015年7月）
- 『Emmy Show』（2016年9月11日 大阪・新世界 朝日劇場）[8]
- 堀川絵美ライブ・パフォーマンス『Overweight』（東京・新宿 シアターモリエール　2018年6月23日）[3]
- 堀川絵美のネタライブ「ほりえみさん」（2024年4月29日 大阪・道頓堀ZAZA HOUSE）[9]

### 舞台
- ミュージカル『DEATH TAKES A HOLIDAY』（2024年9月28日 - 11月16日、東急シアターオーブ・梅田芸術劇場 メインホール）[10]
- テノヒラサイズ 20thPerformance『止まれない12人』（2025年3月27日 - 30日、ABCホール）[11]